# Walter Desmaison
Pour les articles homonymes, voir Desmaison.

a Compétitions nationales et continentales officielles uniquement.

b Matchs officiels uniquement.
Dernière mise à jour le 4 mars 2025.
Walter Desmaison, né le 18 octobre 1991 à Girac (Lot), est un joueur français de rugby à XV évoluant au poste de pilier. Il joue depuis l'été 2019 avec le SU Agen, en Pro D2.

## Biographie
Né à Girac dans le Lot le 18 octobre 1991, Walter Desmaison est ainsi prénommé par son père en hommage et souvenir de Walter Spanghero. À sa naissance, sa famille déménage en Charente, région de leurs racines. Après avoir fait ses classes à l'école de rugby de l'AS Saint-Junien, puis à l'US Tyrosse et au Stade montois, Walter Desmaison poursuit sa formation en tant qu'espoir à l'Union Bordeaux Bègles. En 2010, il fait partie de l'équipe de France des moins de 20 ans et dispute le Tournoi des Six Nations. Il fait d'ailleurs partie des grands espoirs français au poste de pilier. Il est recruté par l'Aviron bayonnais pour la saison 2010-2011 au cours de laquelle il dispute trois matchs,. Le Stade toulousain et le Racing Métro 92 sont déjà intéressés par le jeune joueur avant qu'il ne choisisse d'intégrer l'Aviron bayonnais pour des raisons familiales notamment. Il reste avec le club basque jusqu'à l'été 2013 lorsque le Racing Métro 92 le recrute pour disputer la prochaine saison. En juin 2015, il est sélectionné dans l'équipe des Barbarians français pour participer à la tournée en Argentine et affronter les Pumas,.
Très peu utilisé, pour la saison 2015-2016, il signe au FC Grenoble en Top 14. Il est libéré par le club isérois en pleine débâcle, en mai 2017. Il signe ensuite au Stade montois, en Pro D2 où il retrouve la forme.
Il est sélectionné avec les Baby Barbarians, qui regroupe les meilleurs joueurs français de Pro D2, pour affronter la Géorgie en mai 2018. Dans un match très serré de bout en bout, les Baby Babaas s'inlinent 16 à 15 à Tbilissi.
Après deux saisons, il est recruté en 2019 par le SU Agen, alors en Top 14.

## Statistiques en club
Depuis ses débuts professionnels en 2010, Walter Desmaison dispute neuf matchs avec l'Aviron bayonnais et aucun avec le Racing Métro 92. Il dispute notamment cinq matchs en Challenge européen.